# Carenage
Carenage è una città di Trinidad e Tobago.

## Geografia fisica

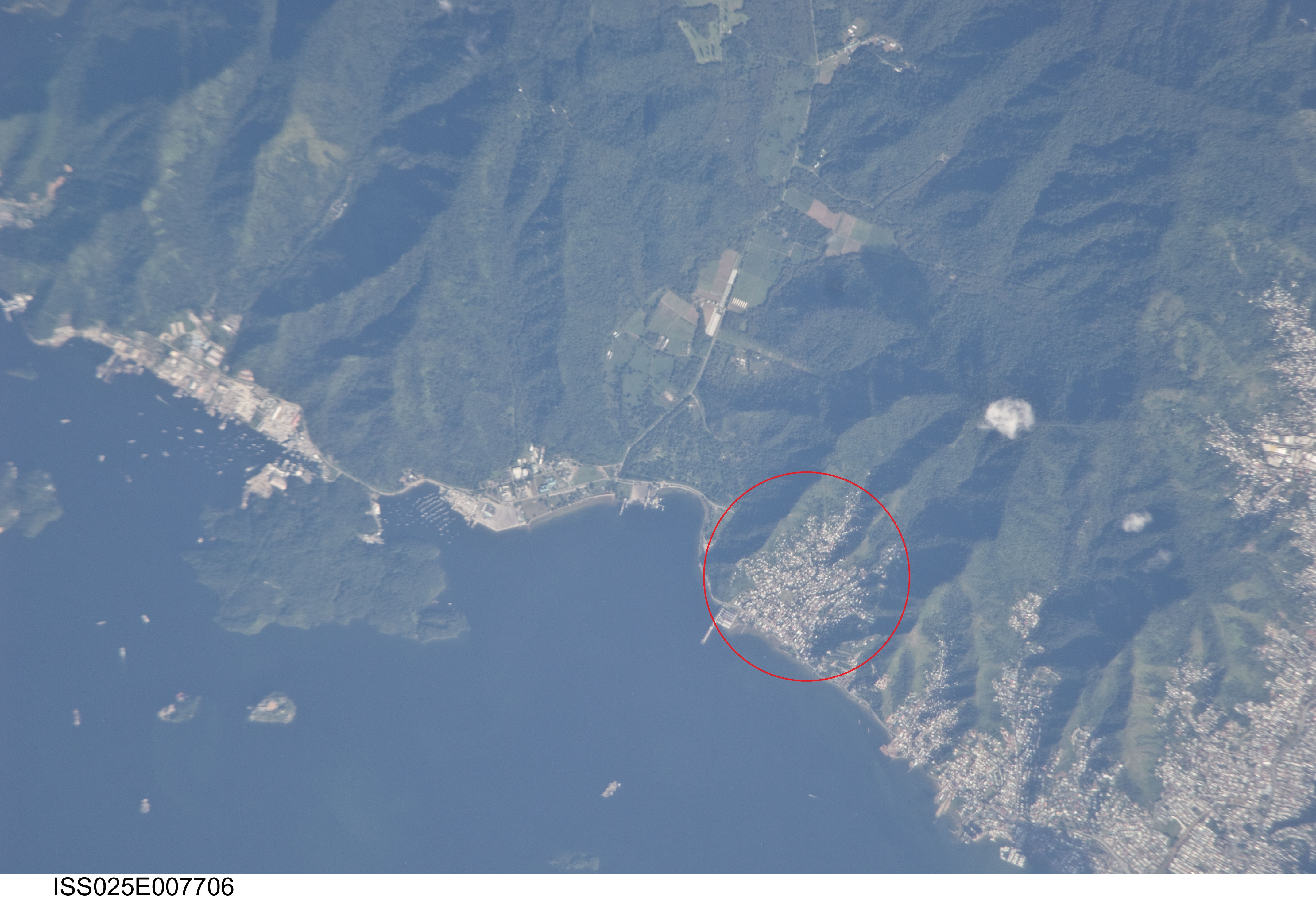
Posizione di Carenage

Carenage si trova nel nord-ovest dell'isola di Trinidad, nella regione di Diego Martin. La località si affaccia direttamente sul golfo di Paria. A ovest confina con Chaguaramas, a est con Glencoe, a nord l'area dell'insediamento è delimitata dalle montagne del Northern Range. Carenage si trova in una valle stretta di questa bassa catena montuosa che si apre sul golfo di Paria. Dista circa cinque chilometri dalla capitale Port of Spain, a est.

## Origini del nome
Il toponimo deriva dal termine francese per il carenaggio, “carénage”.

## Storia
Sotto pressione del governo coloniale spagnolo, dal 1783 in poi un gran numero di piantatori di origine francese si stabilì a Trinidad, il che portò, tra le altre cose, a far sì che il francese diventasse una lingua colloquiale nella colonia e che a numerosi insediamenti venissero dati nomi francesi. Le navi provenienti da Port of Spain furono destinate alla manutenzione in quella che oggi è Williams Bay, a ovest della città. Inizialmente alla baia venne dato il nome francese Le Carénage. Nella valle che oggi costituisce il territorio di Carenage esistevano piantagioni in cui si coltivavano canna da zucchero, caffè e cotone. Quasi tutti i proprietari delle piantagioni erano di origine francese, molti dei quali provenienti dalla Martinica. L'infrastruttura necessaria per le piantagioni si trasformò rapidamente in un villaggio che inizialmente fu chiamato St. Pierre in onore dell'allora capitale della Martinica.
Dopo che gli inglesi conquistarono l'isola nel 1797, effettuarono un censimento e registrarono a St. Pierre 802 abitanti (64 bianchi, 131 liberi di colore e 607 schiavi), 19 piantagioni, dieci zuccherifici e cinque distillerie di rum. Sotto gli inglesi, i nomi anglofoni divennero comuni per molti luoghi che in precedenza erano stati denominati in spagnolo o francese, come St. Joseph per San Jose de Oruna o Port of Spain per Puerto España. Il nome inglese di St. Pierre, St. Peter, era usato solo per la Chiesa cattolica e la sua parrocchia costruita intorno al 1826. Il nome della baia adiacente, Carenage, divenne gradualmente comune per la città circostante. Carenage divenne il nome ufficiale della città al più tardi nell'ambito di una riforma amministrativa del 1849, che concesse alla zona lo status di ward. A causa della sua originaria influenza francese, il creolo delle Antille rimase a lungo la lingua locale.
Carenage doveva il suo status di città fiorente al terreno fertile della valle e alla sua posizione strategica a collo di bottiglia tra Port of Spain e Chaguaramas, importante anche per l'agricoltura. Il declino della città iniziò con l'abolizione della schiavitù nel 1838, che ridusse gradualmente l'importanza del settore agricolo nell'economia di Trinidad. Le conseguenze della mancanza di manodopera poterono essere inizialmente mitigate reclutando servitù a contratto dall'India, e negli anni '50 dell'Ottocento Carenage fu testimone di eventi che ne illustrarono l'importanza: il primo servizio postale di Trinidad fu inaugurato nel 1851 tra Port of Spain e Carenage, e negli anni 1850 o 1860 fu fondata a Carenage una delle prime scuole primarie statali di Trinidad. La località ricadde nell'anonimato fino al secondo conflitto globale.
Nell'ambito della Seconda guerra mondiale, infatti, nel 1940 entrò in vigore l'accordo sui cacciatorpedinieri in cambio di basi tra gli Stati Uniti e la Gran Bretagna. Come parte di questo accordo, gli Stati Uniti ricevettero un terreno a Trinidad sul quale costruirono due basi: una base aerea a Wallerfield, nel centro-nord di Trinidad, e l'area di Chaguaramas adiacente a Carenage, dove fu costruita una base navale. Carenage divenne un luogo di rifornimento per la base militare, nonché una nuova residenza per i trinidadiani trasferiti forzatamente da due villaggi che dovettero cedere il passo alla base navale,  e improvvisamente crebbe fino a superare i 2.000 abitanti. La baia adiacente a Carenage fungeva da ancoraggio per le navi della Marina americana di stanza a Chaguaramas, come la USS Omaha. Furono aperti numerosi ristoranti e strutture di intrattenimento, e in particolare le donne di Trinidad cercarono di stringere legami con gli americani che erano molto più ricchi rispetto alla gente del posto. Nel suo calypso Rum and Coca-Cola, Lord Invader affronta la rottura culturale derivante dalla presenza militare statunitense, che si è manifestata più chiaramente a Carenage. Grazie alla presenza statunitense, le infrastrutture di Carenage furono notevolmente migliorate, con la città che venne collegata alle reti elettriche e idriche della capitale.
Dopo la fine del conflitto, Carenage perse nuovamente e drammaticamente la propria importanza. Poiché la catena settentrionale continua a rappresentare un collo di bottiglia sulla strada per Chaguaramas, che oggi è una popolare destinazione di intrattenimento ed escursioni per gli abitanti di Port of Spain, Carenage è riuscita a mantenere un certo potere economico attraverso i ristoranti e le imprese al dettaglio e nel XX secolo ha riportato una popolazione in aumento come parte della crescita della popolazione generale di Trinidad.

## Monumenti e luoghi di interesse

### Architetture religiose
Carenage è influenzata dal cristianesimo. 
Nel centro della città, affacciata sulla baia di St. Peter, si trova la chiesa cattolica di Notre Dame de la Mer. Poiché di fronte alla chiesa c'è una grande statua di San Pietro, il santo patrono dei pescatori, è anche chiamata Nostra Signora del Mare e San Pietro, spesso abbreviata in chiesa cattolica di San Pietro. L'attuale chiesa ha sostituito il precedente edificio succitato, costruito dai pescatori su iniziativa dell'allora parroco, Abbé Poujade, e fu consacrata nel 1876, danneggiata da un terremoto nel 1971 e restaurata nel 2016. Ancora oggi, i pescatori di tutta Trinidad portano le loro nuove barche a Carenage, ancorano di fronte alla statua di San Pietro e lì fanno benedire le imbarcazioni. 
Tra gli altri luoghi di culto si annoverano una Sala del Regno dei Testimoni di Geova, una chiesa avventista del settimo giorno e una sala riunioni pentecostale. Non ci sono templi indù o moschee a Carenage.

### Altro
La città dispone di un solo spazio verde comunale, il Carenage Recreation Grounds. Tuttavia, ci sono altre opportunità ricreative locali nelle immediate vicinanze con il parco divertimenti Williams Bay a Chaguaramas, anch'esso circondato da pendii boscosi e dotato di una piccola spiaggia libera. Ci sono due scuole primarie separate per genere come istituti scolastici.

## Geografia antropica

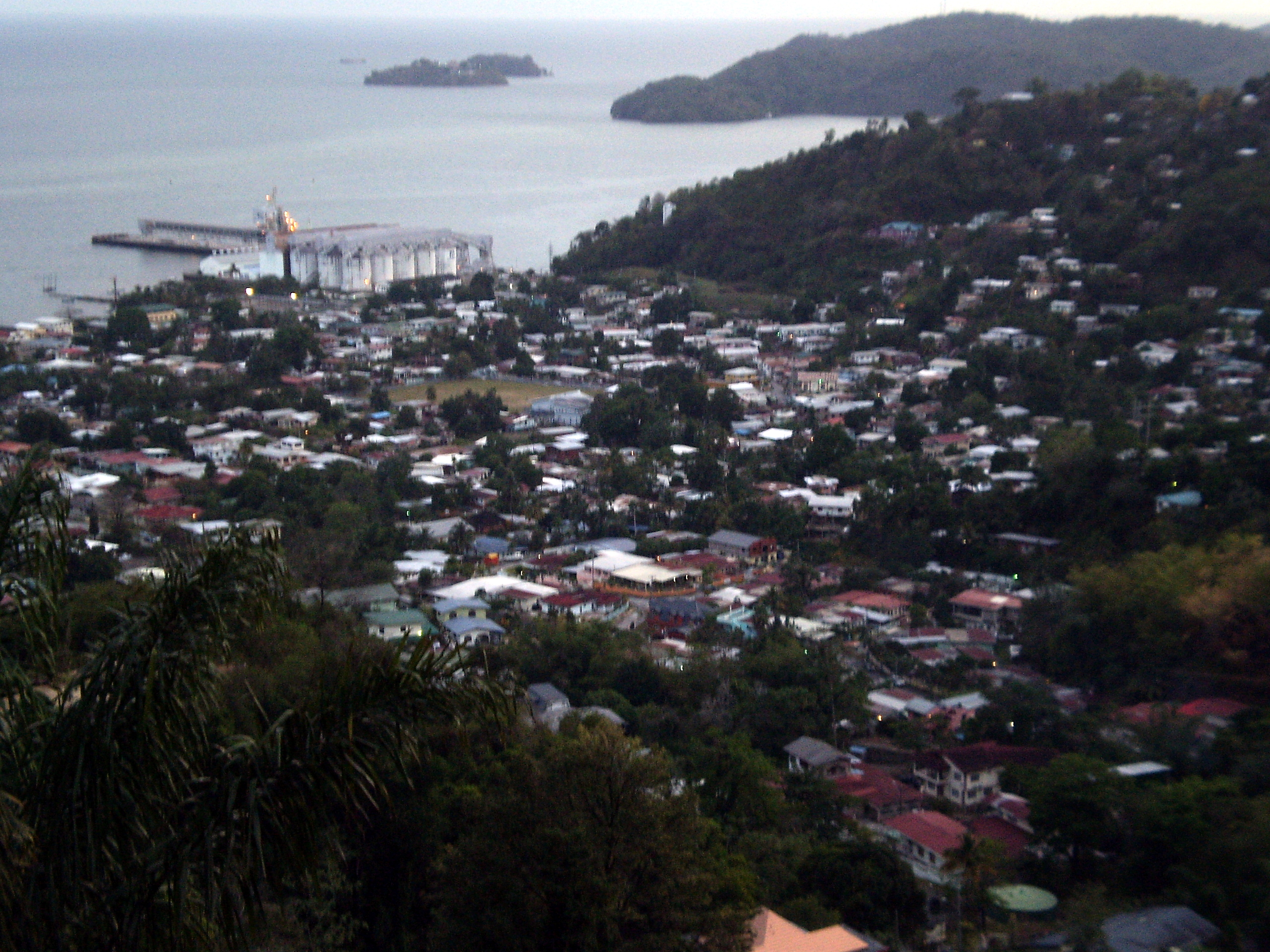
Carenage

La più piccola unità amministrativa di Trinidad è la community. Carenage è divisa nelle community di Big Yard, Carenage, L'Anse Mitan Road e Point Cumana.
| Community         | Residenti (2011) |
| ----------------- | ---------------- |
| Big Yard          | 929              |
| Carenage          | 5625             |
| L’Anse Mitan Road | 1812             |
| Point Cumana      | 1822             |
| Totale            | 10.188           |

A livello statale, la città appartiene al collegio elettorale di Diego Martin West; il rappresentante del collegio elettorale alla Camera dei Rappresentanti dalle elezioni del 2015 è Keith Rowley (PNM), che è anche il Primo Ministro del paese. A livello locale, Carenage appartiene al distretto elettorale di Chaguaramas/Point Cumana, dove il PNM ha vinto anche le elezioni locali del 2016.

## Economia

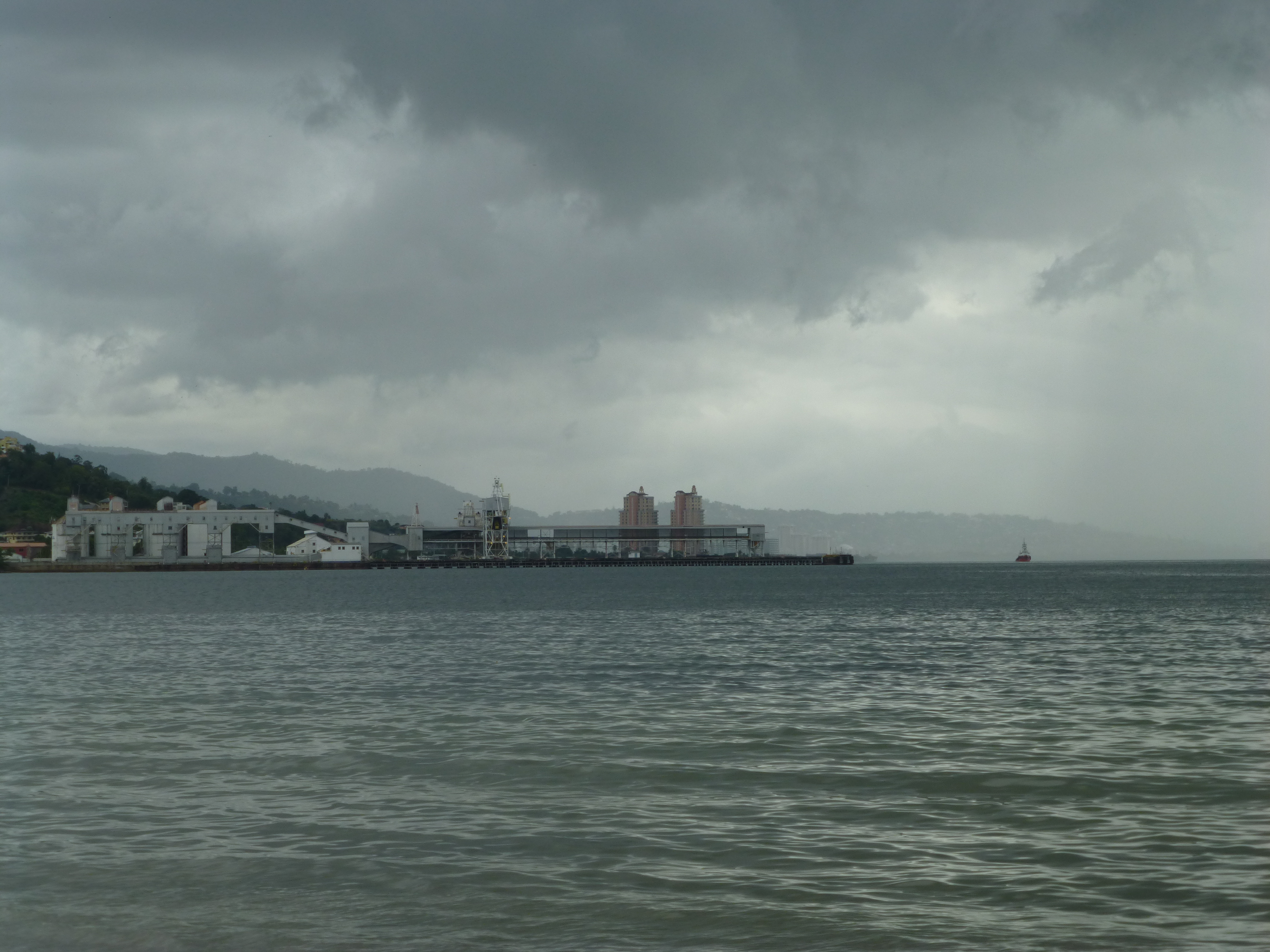
Impianto di trasbordo bauxite Alcoa

Carenage è principalmente una cittadina residenziale con una corrispondente distribuzione di aziende commerciali e di servizi. Lungo la Western Maind Road, sulla costa, si è stabilito un gran numero di piccole imprese commerciali. Nella periferia sud-occidentale della città, il produttore statunitense di alluminio Alcoa gestiva un punto di trasbordo di bauxite dal Suriname, da cui fino al 2009 venivano spedite oltre 500.000 tonnellate di bauxite ogni anno verso il Nord America e l'Europa. Dopo che le miniere del Suriname furono esaurite, l'impianto rimase inattivo, ma fu mantenuto; è stato smantellato nel 2023.

## Infrastrutture e trasporti
Carenage è collegata a Port of Spain, a cinque chilometri di distanza, tramite la Western Main Road, che corre lungo la costa. Non ci sono altri collegamenti di trasporto; il servizio di traghetti da Williams Bay a Chaguaramas a ovest, a Güiria in Venezuela è stato interrotto da Trinidad nel 2014 a causa della situazione di instabilità politica in Venezuela, ma è stato ripristinato nel novembre 2022. L'aeroporto internazionale di Piarco si trova a circa 35 chilometri a sud-est di Carenage.